# Dicranomyia (Dicranomyia) subsordida
Dicranomyia (Dicranomyia) subsordida is een tweevleugelige uit de familie steltmuggen (Limoniidae). De soort komt voor in het Australaziatisch gebied.